# Marcus Philosophus
Marcus Philosophus war angeblich römischer Kaiser im Jahr 244 zwischen Gordian III. und Philippus Arabs.
Zonaras berichtet, dass auf die Nachricht von Gordians III. Tod hin der Philosoph Marcus vom Senat zum „Caesar“ ausgerufen wurde. Dieser stirbt jedoch kurz darauf im Palast, noch bevor er seine Macht sichern kann. Daraufhin schwang sich ein Severus Hostilianus zum Kaiser auf. Doch auch dieser findet nur wenige Zeit später den Tod infolge eines Aderlasses, den er wegen einer Krankheit hatte vornehmen lassen. Daraufhin trifft Philippus Arabs in Rom ein (244). Alle Angaben sind wohl fiktiv.